# Simão Stock
Simão Stock (Aylesford, c. 1165 — Bordéus, 16 de maio de 1265) foi um frade carmelita inglês, que viveu no século XIII, e morreu em Bordeaux. Foi Prior Geral da Ordem dos Carmelitas. Segundo uma tradição católica, Nossa Senhora do Monte Carmelo apareceu-lhe numa visão e entregou-lhe o escapulário como sinal de sua proteção. As iconografias a seu respeito são vastíssimas. É considerado santo pela Igreja Católica e sua festa é celebrada no dia 16 de maio.

## O Escapulário do Carmo

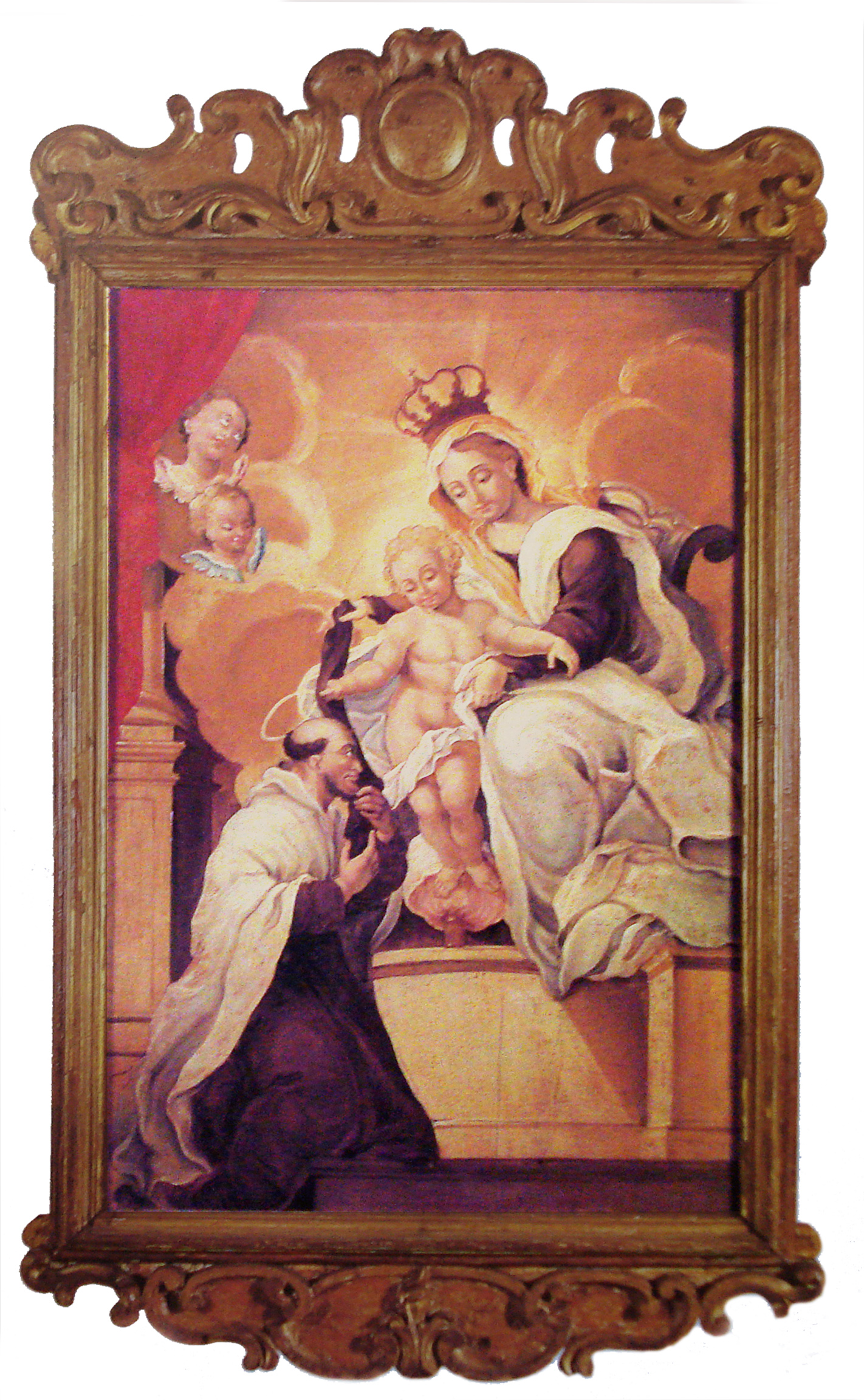
Nossa Senhora entrega o escapulário a Simone Stock por Manuel da Costa Ataíde

Sem dúvida, o acontecimento mais lembrado na vida deste santo tem a ver com a aparição da Virgem a quem é atribuída a instituição do escapulário do Carmo, que a partir de então teria uma difusão extraordinária no mundo católico.
Segundo a piedosa tradição, a Virgem Maria apareceu a Simão em Cambridge, Inglaterra, em um dia (não se sabe exatamente) em 1251, em resposta aos seus pedidos de ajuda à sua oprimida Ordem. A Virgem apresentou-se com um escapulário na mão e dando-lhe disse: "Toma, querido filho, este escapulário; será como o emblema da minha confraria, e para ti e para todos os carmelitas, um sinal especial de graça; quem morre vestindo-o, não sofrerá o fogo eterno. É o sinal da salvação, uma salvaguarda no perigo, um compromisso com a paz e a concórdia”.
Essa tradição carmelita, no entanto, não aparece de forma exata e documentada pela primeira vez até 1642, quando as palavras da Virgem a Simão foram escritas em uma circular do próprio Simão que dizem ter sido ditada a seu secretário, companheiro e confessor, Peter Swanington.
A tradição diz que a Virgem apareceu a Simão Stock em 1251, sem especificar o dia, e deu-lhe o escapulário, sinal de consagração a Cristo imitando Maria e sinal da proteção e predileção da Virgem. A festa do 16 de julho (embora muitos acreditem que tenha surgido nesse dia) tem origem numa antiga celebração dos carmelitas para agradecer à Virgem pelo seu patrocínio.